# Pterygotrigla multipunctata
Pterygotrigla multipunctata és una espècie de peix pertanyent a la família dels tríglids.

## Descripció
- La femella fa 15,1 cm de llargària màxima.[4]

## Hàbitat
És un peix marí, demersal i de clima temperat.

## Distribució geogràfica
Es troba al Pacífic nord-occidental: el Japó.

## Observacions
És inofensiu per als humans.